# Hans Friedrich von Wentzky und Petersheyde (Landrat, 1726)
Hans Friedrich von Wentzky und Petersheyde (geboren 1726; gestorben nach 1805) war ein preußischer Landrat.

## Leben

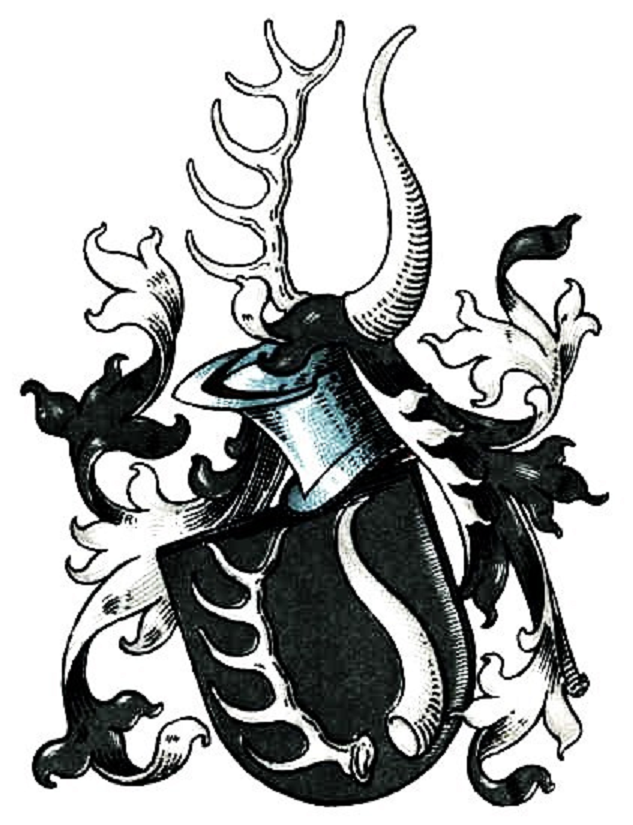
Stammwappen derer von Wentzky

Hans Friedrich von Wentzky und Petersheyde war Angehöriger des schlesischen Adelsgeschlechts von Wentzky und Petersheyde. Er war der älteste Sohn von Hans Ernst von Wentzky und Petersheyde und dessen Ehefrau Barbara Sophia (1694–1764), geb. von Prittwitz und Gaffron auf Gramschütz und Lankau im Kreis Namslau. Hans Friedrich besuchte zunächst ab 1744 eine Schule in Oels, bevor er sich am 15. Oktober 1746 in Halle für ein Studium der Rechte immatrikulierte. 1753 übernahm er von seinem Vater das Gut Chursangwitz, 1755 wurde er Kreisdeputierter. Von 1781 bis 1805 amtierte er als Landrat des Kreises Ohlau.

## Persönliches
Hans Friedrich von Wentzky und Petersheyde hatte zwei jüngere Brüder, Ernst Friedrich (1729–1791) und George Friedrich (1730–1790).